# Окрестность фон Неймана

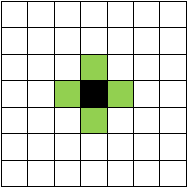
(Двумерная) окрестность фон Неймана порядка 1.

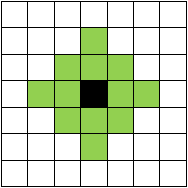
(Двумерная) окрестность фон Неймана порядка 2.

Окре́стность фон Не́ймана клетки (англ. von Neumann neighborhood) — совокупность четырёх клеток на квадратном паркете, имеющих общую сторону с данной клеткой. Окрестность получила своё название в честь Джона фон Неймана, использовавшего её в своих клеточных автоматах, включая универсальный конструктор. Окрестность фон Неймана и окрестность Мура являются наиболее часто используемыми окрестностями в двумерных моделях клеточных автоматов.
Понятие может быть обобщено на случай произвольного числа измерений: например, окрестность фон Неймана кубической ячейки в трёхмерном кубическом клеточном автомате состоит из шести ячеек, имеющих с ней общую грань.
Окрестность фон Неймана порядка r — множество клеток, манхэттенское расстояние до которых от данной клетки не превышает r. Окрестность фон Неймана порядка r имеет форму ромба и включает в себя
{\displaystyle C_{4,r+1}}
клеток, где
{\displaystyle C_{4,n}=n^{2}+(n-1)^{2}} — n-е центрированное квадратное число.
В d-мерном случае общее число клеток в окрестности порядка r - число Деланнуа D(d,r).
Алгоритм волновой трассировки при использовании окрестности фон Неймана находит ортогональный путь.